# Xã Garden, Quận Harvey, Kansas
Xã Garden (tiếng Anh: Garden Township) là một xã thuộc quận Harvey, tiểu bang Kansas, Hoa Kỳ. Năm 2010, dân số của xã này là 280 người.